# Balaena mysticetus
La balena della Groenlandia (Balaena mysticetus), nota anche come balena franca della Groenlandia o balena artica, è una balena appartenente alla famiglia delle balene franche, i Balenidi. È una robusta balena di colore scuro, priva di pinna dorsale, che può raggiungere la lunghezza di 20 metri. Il peso massimo stimato per questa specie di grossa costituzione è di 152 tonnellate: in quanto a grandezza, quindi, è seconda solo alla balenottera azzurra, nonostante sia superata in lunghezza da altre specie. Trascorre tutta la vita nelle fertili acque artiche, diversamente da altre balene che migrano per motivi alimentari o di riproduzione.
La balena della Groenlandia è stata una delle prime vittime dell'industria baleniera, e di conseguenza la sua popolazione è notevolmente diminuita prima della messa al bando della caccia, nel 1966. Attualmente vi sono 14.400 esemplari di questa specie: ben pochi, rispetto ai 50.000 che vivevano nelle stesse acque prima che iniziasse ad essere cacciata.

## Tassonomia
La balena della Groenlandia venne descritta da Carlo Linneo nella X edizione del suo Systema Naturae (1758). Balaena, però, è rimasto da allora un genere monotipico. Leiobalaena, descritta da Eschricht nel 1849, è un sinonimo minore.
Come già detto, La balena della Groenlandia è una specie monotipica, differente dalle altre balene franche. È sempre rimasta l'unica specie del suo genere, fin dagli studi di Gray nel 1821. Vi sono, comunque, poche prove genetiche a sostegno di questa suddivisione in due generi. Infatti, gli scienziati hanno riscontrato maggiori differenze tra le varie specie di Balaenoptera che tra questa specie e le balene franche. Detto questo, è probabile che in un prossimo futuro tutte e quattro le specie verranno classificate in un unico genere.
In Europa ed in Nordamerica, in depositi che vanno dal Miocene superiore (circa 10 milioni di anni fa) al Pleistocene inferiore (circa 1,5 milioni di anni fa), sono stati trovati cinque resti fossili di Balaena. Questi cinque ritrovamenti sono stati indicati ognuno come appartenenti ad una specie distinta - B. affinis, B. etrusca, B. montalionis, B. primigenius e B. prisca.
Si ritiene che Balaena prisca, una delle cinque specie fossili di Balaena, vissuta dal tardo Miocene (~10 milioni di anni fa) al primo Pleistocene (~1,5 milioni di anni fa), sia in effetti la stessa specie che vive tuttora. Prima dell'apparizione di quest'ultima vi è un grosso buco nei resti fossili di cetacei imparentati con la balena della Groenlandia: bisogna infatti risalire fino al Morenocetus, i cui resti sono stati trovati in un deposito sudamericano risalente a 23 milioni di anni fa.

## Descrizione
Le balene della Groenlandia sono animali di colore scuro e dal corpo robusto, privi di pinna dorsale, con la mascella inferiore pesantemente incurvata e con quella superiore molto stretta. I fanoni, che con una lunghezza di oltre tre metri sono i più lunghi tra tutti quelli di ogni specie di balena, vengono utilizzati per intrappolare in acqua prede minuscole. Queste balene hanno ossa del cranio molto massicce, utili per frantumare il ghiaccio allo scopo di respirare. Alcuni cacciatori inuit sostengono di aver visto balene che con questo metodo hanno infranto superfici di ghiaccio spesse 60 centimetri. Le femmine, più grandi dei maschi, possono raggiungere la lunghezza di 20 metri. Lo strato di grasso che circonda questa balena è il più spesso del regno animale, misurando in media 43-50 centimetri. L'esemplare più grosso mai misurato era un gigante di 21,2 metri catturato al largo delle Spitsbergen, in Norvegia.

## Distribuzione
Le balene della Groenlandia sono le uniche balene che trascorrono tutta la vita nelle acque artiche. Quelle diffuse al largo dell'Alaska trascorrono i mesi invernali nelle zone sud-occidentali del Mare di Bering. In primavera migrano verso nord, seguendo lo scioglimento dei ghiacci, fino al Mare dei Chukchi e a quello di Beaufort, cacciando zooplancton, soprattutto copepodi. Sono nuotatrici lente e, solitamente, si spostano da sole o in piccoli gruppi, composti al massimo da sei esemplari. Nonostante possano restare immerse fino a quaranta minuti, si ritiene che non si immergano a grandi profondità.

## Riproduzione e ciclo vitale

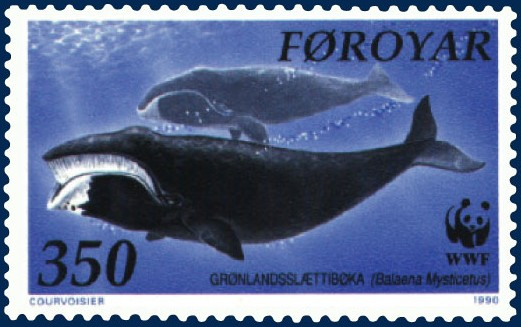
Balena della Groenlandia (su un francobollo faroese).

Le balene della Groenlandia sono molto rumorose e utilizzano suoni subacquei per comunicare mentre viaggiano, si nutrono e socializzano. Alcuni esemplari emettono lunghi richiami ripetitivi che si ritiene facciano parte dei rituali di corteggiamento. Il comportamento di questa specie comprende inoltre breaching, tail slapping e spyhopping. I gruppi riproduttivi sono formati da semplici coppie o da chiassosi gruppi composti da alcuni maschi e da una o due femmine.
Vari accoppiamenti sono stati osservati da marzo fino ad agosto; il concepimento si ritiene che avvenga prevalentemente in marzo. Questi animali raggiungono la maturità sessuale tra i 10 e i 15 anni. Le femmine danno alla luce un piccolo ogni 3-4 anni, dopo una gestazione di 13-14 mesi. Alla nascita, il piccolo è lungo circa 4,5 metri e pesa 1000 chili, ma ad un anno di età misura già 9 metri.
Un tempo si riteneva che la balena della Groenlandia, come altre balene, vivesse fino a 60 o 70 anni. Comunque, la scoperta di antiche punte di arpione in avorio ritrovate conficcate in balene ancora viventi nel 1993, 1995, 1999 e 2007 hanno innescato ulteriori ricerche basate sullo studio della struttura dell'occhio della balena, studi che hanno portato alla conferma che almeno alcuni esemplari abbiano raggiunto i 150-200 anni di età (un'altra fonte parla di una femmina di 90 anni ancora in età riproduttiva).
Nel maggio 2007, nel grasso del collo di un esemplare di 50 tonnellate catturato al largo della costa dell'Alaska è stata scoperta la punta di un arpione esplosivo. La sua analisi ha determinato che si tratta di un proiettile a forma di freccia di 8,8 cm di lunghezza fabbricato a New Bedford, nel Massachusetts, uno tra i più importanti centri balenieri, intorno al 1890. Il fatto che questa balena sia sopravvissuta ad una simile ferita inflittale più di un secolo fa ha portato i ricercatori ad attribuirle un'età compresa tra i 115 ed i 130 anni.
A causa della loro lunga aspettativa di vita, si ritiene che le femmine di balena della Groenlandia attraversino un periodo di menopausa. L'osservazione di animali molto grandi privi della compagnia di un piccolo sostengono questa ipotesi.

## Status di conservazione

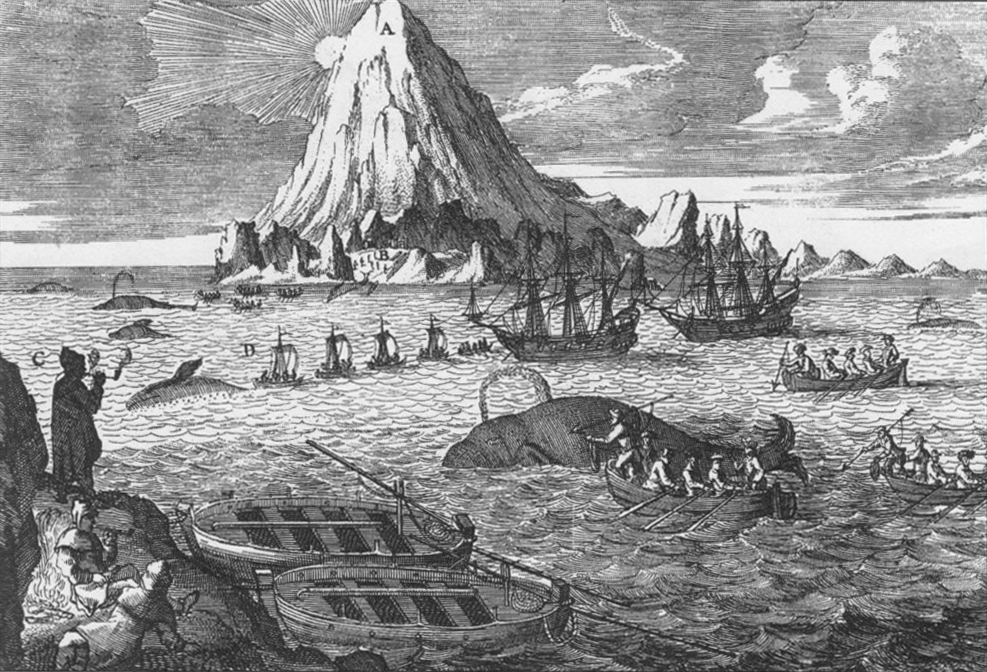
Incisione del diciottesimo secolo raffigurante balenieri olandesi a caccia di balene della Groenlandia nell'Artico. Sullo sfondo è visibile il Beerenberg, sull'isola di Jan Mayen.

Le balene della Groenlandia sono state cacciate per il grasso, la carne, l'olio, le ossa e i fanoni. Sono strettamente imparentate con la balena franca e come quest'ultima presentano la caratteristica di nuotare lentamente e di galleggiare una volta morte. Prima della caccia commerciale, si stima che vivessero nella regione intorno al Polo Nord più di 50.000 balene della Groenlandia. La caccia commerciale cominciò nel XVI secolo, quando nello Stretto di Belle Isle i Baschi iniziarono a catturare le balene che in autunno e agli inizi dell'inverno migravano verso sud. Nel 1611, venne inviata la prima spedizione baleniera verso le Spitsbergen, e a metà del secolo le popolazioni che qui risiedevano erano già state praticamente sterminate, costringendo i balenieri a spingersi nei «Ghiacci Occidentali» - la banchisa al largo della costa orientale della Groenlandia. Nel 1719, i balenieri avevano raggiunto lo Stretto di Davis, e nel primo quarto del XIX secolo la Baia di Baffin. Nel Pacifico settentrionale, la caccia commerciale iniziò negli anni '40 del XIX secolo, e nei due decenni successivi era già stato sterminato il 60 per cento della popolazione qui risiedente.

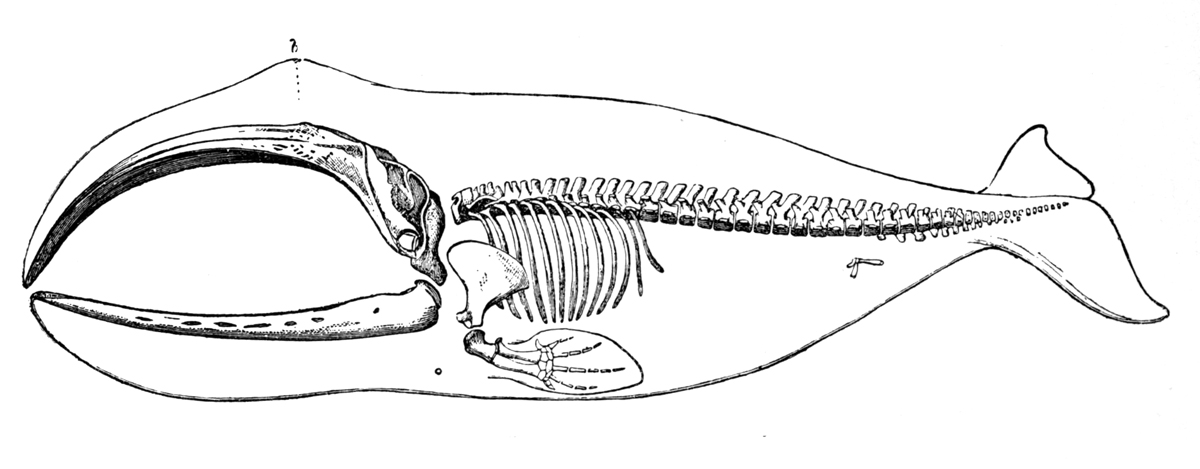
Scheletro di balena della Groenlandia.

La caccia commerciale, la principale causa del declino di questa specie, è stata discontinua. La popolazione al largo dell'Alaska è aumentata notevolmente dopo la fine della caccia commerciale. I nativi dell'Alaska continuano ogni anno ad ucciderne qualche esemplare per la propria sopravvivenza. Si ritiene che il numero delle uccisioni (25-40 esemplari all'anno) non influisca sul recupero della specie. La popolazione al largo dell'Alaska (detta anche gruppo di Bering-Chukchi-Beaufort) sembra che stia aumentando, ma rimane pur sempre composta soltanto da 10.500 animali (2001). Lo status delle altre popolazioni è meno conosciuto. Al largo della Groenlandia occidentale se ne trovano 1200 (2006), mentre la popolazione delle Spitsbergen è composta solamente da poche decine di individui.
Nel marzo 2008, il Dipartimento della Pesca e degli Oceani del Canada ha effettuato un nuovo censimento, alla fine del quale è stato dichiarato che nell'Artico orientale vi sono attualmente 14.400 esemplari di balena della Groenlandia. Questo numero, corrispondente a quello degli esemplari che là vivevano prima della caccia commerciale, indica che la popolazione è in aumento.
La balena della Groenlandia è classificata nell'Appendice I della CITES («specie minacciata di estinzione»). È ritenuta minacciata anche dall'Endangered Species Act degli Stati Uniti. I dati della Lista Rossa della IUCN sono i seguenti:
- popolazione delle Spitsbergen - In pericolo critico
- sottopopolazione del Mare di Okhotsk - In pericolo
- gruppo della Baia di Baffin-Stretto di Davis - In pericolo
- gruppo della Baia di Hudson-Bacino di Foxe - Vulnerabile
- gruppo dei mari di Bering-Chukchi-Beaufort - Basso rischio - dipendente dalla conservazione

## Comportamento e predatori

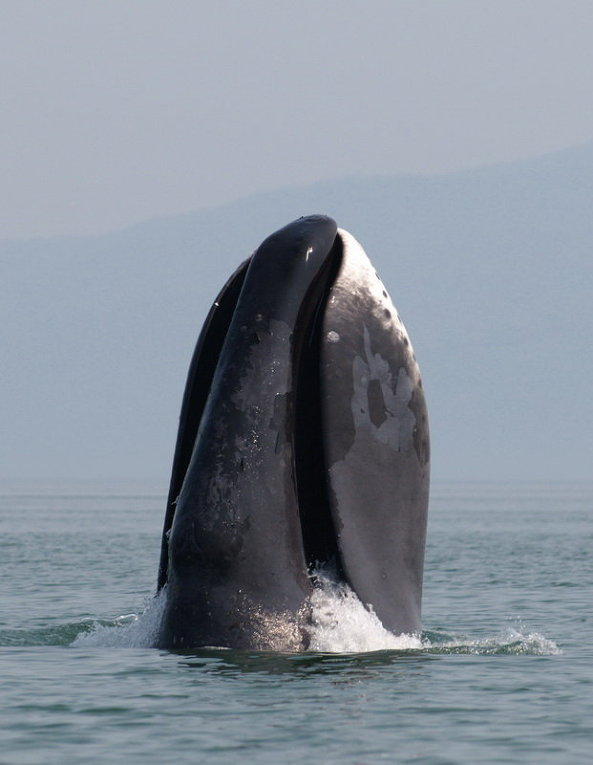
Balena della Groenlandia che esegue il breaching

Diversamente dalla maggior parte delle altre balene con i fanoni, che si nutrono principalmente di prede riunite in banchi concentrati, quelle della Groenlandia (come le balene franche) si nutrono in modo simile allo squalo elefante, nuotando con la bocca spalancata e filtrando in continuazione l'acqua con i fanoni. Facendo così, si sono specializzate nella cattura di prede più piccole dei loro parenti, come ad esempio i copepodi. La bocca, con il grande labbro inferiore rivolto verso l'alto ben oltre la mandibola, permette loro di rinforzare e contenere all'interno i fanoni, impedendone la deformazione o la rottura a causa della pressione dell'acqua attraverso di essi mentre l'animale si sposta. Al contrario, le balenottere possiedono pieghe ventrali estensibili che intrappolano l'acqua contenente le prede, per poi spingerla fuori e filtrarla tramite i fanoni.
Le balene della Groenlandia sono socievoli e docili, e se si sentono minacciate si ritirano sotto i ghiacci. I loro unici predatori sono gli uomini e le orche. In rare occasioni, vengono attaccate anche dai leoni marini.